# Анастасија Наста Димитријевић
Анастасија Наста Димитријевић (Призрен, око 1816 — Ниш, 1886) је била прва нишка учитељица где је службовала 40 година.
У Ниш је дошла из Призрена, где је још као дете остала саката. Лева рука и лева нога су јој биле парализоване. Никада се није удавала, а облачила се као мушкарац.
У учитељски посао ју је увео Спиридон Јовановић, а радила је и на школовању женске деце. Била је прва учитељица мешовите женске и мушке школе која је у Нишу отворена 1845. године, на простору Саборне цркве. Традицију школе наставља данас Основна школа „Учитељ Таса”  Ниш.
Неколико година пред ослобођење, због старости и изгубљеног слуха престала је да ради и тако остала без икаквих средстава за живот. Народна Скупштина на предлог Стојана Новаковића, тадашњег минстра просвете, издала је налог да јој се одобри 300 динара сталне годишње помоћи.